# دار اللكمة
دار اللكمة إحدى حارات مدينة السدة بمحافظة إب، بلغ تعداد سكانها 220 نسمة حسب تعداد اليمن لعام 2004.